# Express 1
Express 1 (auch Express 11L, alt. Schreibweise Ekspress) war ein russischer Kommunikationssatellit, der von der Russian Satellite Communications Company betrieben wurde. Er war der erste Satellit der Express-Serie und identisch zu seinem Schwestersatelliten Express 2.

## Missionsverlauf
Die Express-Satelliten stellten eine neue Generation von russischen Kommunikationssatelliten dar und lösten die Gorisont-Satelliten ab. Express 1 (offizielle Bezeichnung eigentlich Ekspress-2) war der erste der Serie und sollte Russland mit Telekommunikationsdiensten versorgen, wie zum Beispiel:
- Übertragung von Fernseh- und Radiosendungen[1]
- bis zu 2600 Telefongespräche gleichzeitig
- Internetübertragung

Express 1 wurde am 13. Oktober 1994 auf einer Proton-K-Trägerrakete mit Blok-D-Oberstufe vom Kosmodrom Baikonur ins All gestartet. Gegen Ende Oktober erreichte er seine geostationäre Testposition bei 70° Ost. Nachdem er als einsatzbereit erklärt worden war, wurde er im Frühjahr 1995 nach 14° West verschoben.
Seit Herbst 2000 befand er sich im Inclined Orbit. Im Juni 2001 traten Probleme mit der Orientierung zur Erde auf, woraufhin der Satellit in einen Friedhofsorbit manövriert und abgeschaltet wurde.

## Technische Daten
Express 1 wurde von NPO Prikladnoj Mechaniki (heute ISS Reschetnjow) auf Basis des MSS-740-Satellitenbusses gebaut. Er war mit 10 C-Band- und 2 Ku-Band-Transpondern ausgerüstet und besaß 9 Antennen zur Datenübertragung. Er wurde durch zwei große Solarmodule und Batterien mit Strom versorgt und besaß eine geplante Lebensdauer von 5 Jahren.